# Søren Mau
Søren Mau   (Copenhaguen, 30 de març de 1989) és un filòsof i investigador comunista danès. Dins l'escola de pensament marxista, destaca com a acadèmic defensor de la teoria de la forma de valor. Va participar com a editor en el diari Historical Materialism i forma part de la Societat Danesa d'Estudis Marxistes. Actualment, recerca dins del Departament de Filosofia i Història de les Idees de la Universitat d'Aarhus en un projecte titulat A Philosophical Anthropology for the Capitalocene. També escriu per al diari danès Dagbladet Information.
El 2019, es va doctorar per la Universitat de Dinamarca del Sud amb el treball Mute Compulsion: A Marxist Theory of the Economic Power of Capital, pel qual la Facultat d'Humanitats li va atorgar el premi del seu àmbit el 2020. que més endavant publicaria en forma de llibre en alemany, danès i anglès. Basant-se en autors com Michael Heinrich, Andreas Malm i Ellen Meiksins Wood, hi desenvolupa una teoria sobre el denominat poder econòmic, que segons ell afecta tant el proletariat com la burgesia. També ha estat traduït al castellà i pròximament ho serà a l'àrab i el francès.
El 2023, va fer una conferència al Festival Subversiu de Zagreb.

## Obres
- Stummer Zwang: Eine marxistische Analyse der ökonomischen Macht im Kapitalismus (2021)
- Stum tvang: en marxistisk undersøgelse af kapitalismens økonomiske magt (2021)
- Mute Compulsion: A Marxist Theory of the Economic Power of Capitalism (2021)